# Nick e Gino
Nick e Gino (Dominick and Eugene)  è un film del 1988 diretto da Robert M. Young e interpretato da Ray Liotta, Tom Hulce e Jamie Lee Curtis.

## Trama
Pittsburgh, fine anni '80. I due gemelli ventiseienni Nick, netturbino con gravi ritardi mentali, e Gino, studente di medicina, condividono la quotidianità. Nick, dopo il lavoro, ama trascorrere il tempo leggendo fumetti o giocando con l'adolescente Mike, vicino di casa dei due fratelli. Nella tranquilla vita dei due si insinua Jennifer, compagna di università di Gino. Larry, pettegolo collega di Nick, gli fa credere che presto Gino se ne andrà con Jennifer, lasciandolo solo. Un giorno Mike viene ucciso dal violento padre, che lo spinge giù dalle scale. Allora Nick rapisce il fratellino di Mike, sperando di salvarlo. Gino tenta di impedirglielo e Nick gli racconta la verità sulla sua malattia: da piccolo, tentando di sottrarre il fratello alle percosse del padre, fu da costui spinto giù da una scala. Alla fine Nick riconsegna il bambino e si appresta a vivere da solo, dato che Gino seguirà Jennifer a Stafford.